# Jan VI. ze Žiče
Jan ze Žiče (18. srpna 1552, Scziborz u Otmuchova – 25. dubna 1608, Nisa) pocházel z tradiční slezské šlechty, studoval právo v Krakově a ve Vídni a po smrti Pavla Alberta byl jako probošt vratislavské kapituly a kanovník v Hlohově zvolen vratislavským biskupem. Byl usilovným rekatolizátorem své diecéze, roku 1606 svolal diecézní synodu. Zemřel v Nise a je pochován v tamním kostele sv. Jakuba.